# جسمک کلیوی
جسمک کلیوی یا جسمک مالپیگی (بر اساس نام کاشف آن مارچلو مالپیگی (۱۶۲۸–۱۶۹۴)) (با جسمک مالپیگی در طحال اشتباه نشود) در کلیه نخستین بخش غربالگر خون در نفرون‌ها است. جسمک کلیوی شامل ۲ ساختار گلومرول و کپسول بومن است.
کلافک یا گلومرول (به انگلیسی: Glomerulus) شبکهٔ مویرگی واقع در انتهای کپسول بومن در کلیهٔ مهره‌داران است. کلافک شبکه‌ای از مویرگ‌ها است که جریان خون کلیه را از طریق سرخرگ آوران وارد کرده و پس از صافی شدن توسط سرخرگ وابران خارج می‌شود. کلافک درون کپسول بومن قرار دارد. خون با عبور از طریق دیواره‌های مویرگی و لایهٔ داخل پوشینهٔ بومن فیلتر شده و برای صافی شدن نهایی به سمت هنله می‌رود.
کپسول بومن یا پوشینهٔ بومن (به انگلیسی: Bowman's capsule)، کپسول کروی‌شکلی است که کلافک‌های (گلومرول‌های) کلیه را می‌پوشاند. هر نفرون از کپسول بومن، لولهٔ پیچیدهٔ نزدیک، قوس هنله و لولهٔ پیچیدهٔ دور تشکیل شده‌است. کپسول بومن از یک لایه سلول پوشانده شده و کلافهٔ مویرگی گلومرول به شکلی در کنار آن قرار می‌گیرد که در واقع سلول‌های پوشاننده درون کپسول بومن از خارج روی دیواره این مویرگ‌ها جای می‌گیرد. فاصله بین این دو ردیف سلول (از یک سو اندوتلیوم مویرگ و از سوی دیگر سلول‌های اپیتلیوم در کپسول بومن) توسط پرده‌ای به نام غشای پایه پر می‌شود. سلول‌های اپیتلیال در محل توری نیز از یکدیگر فاصله گرفته و روزنه‌های ایجاد می‌کنند که از راه غشای پایه موجود بین سلول‌های اندوتلیوم و اپیتلیوم با روزنه‌های بین سلول‌های اندوتلیوم در ارتباط بوده مسیری را به وجود می‌آورند که پلاسما از راه آن به پوشینه بومن راه می‌یابد.
لایهٔ غربالگر جسمک کلیوی شامل لایه‌های سوراخ دار درون رگی مویرگ‌های کلافک، لایه بازال سلول‌های درون رگی به هم متصل و کلافک پوش‌ها (به انگلیسی: podocytes) و شکاف‌های فیلتراسیون کلافک پوش‌ها است. این لایهٔ غربالگر اجازهٔ عبور آب، یون‌ها، و مولکول‌های کوچک را از خون به داخل فضای بومن می‌دهد.
جسمک کلیوی در فراآیند فراتصفیه که طی آن نیروی هیدرواستاتیک مولکول‌های کوچک مانند آب، گلوکز، اسیدهای آمینه، کلرید سدیم و اوره را از خون موجود در کلافک و در سراسر غشای پایهٔ کپسول بومن و از طریق فیلتر کردن (صافی) به نفرون‌ها وارد می‌کند نقش اساسی دارد.
جسمک کلیوی شامل ۲ قطب است، قطب رگی و قطب ادراری. جریان خون در قطب رگی این مویرگ‌ها از طریق سرخرگ‌چهٔ آوران برقرار می‌شود و از طریق سرخرگ‌چهٔ وابران از این مویرگ‌ها خارج می‌شود. فشار خون در سرخرگ‌چهٔ وابران بالاتر از فشار خون در سرخرگ‌چهٔ آوران می‌باشد به این دلیل که سرخرگ‌چهٔ وابران دارای قطر کوچک‌تری از سرخرگ‌چهٔ آوران است. قطب ادراری به مجرای لولهٔ مجاور حلقوی (به انگلیسی: Proximal convoluted tubule) خالی می‌شود.

## نگارخانه

کپسول بومن با رنگ صورتی و گلومرول به رنگ قرمز.